# Chlorochaeta cheramota
Chlorochaeta cheramota är en fjärilsart som beskrevs av Edward Meyrick 1886. Chlorochaeta cheramota ingår i släktet Chlorochaeta och familjen mätare. Inga underarter finns listade i Catalogue of Life.